# Laval (Quebec)
|  | Aquest article tracta sobre la ciutat quebequesa. Vegeu-ne altres significats a «Laval (Mayenne)». |

Laval és alhora una regió administrativa, una municipalitat regional de comtat i una ciutat de la província canadenca del Quebec. Està situada sobre l'île Jésus, a la perifèria nord-oest de Mont-real, ciutat de la qual està separada pel riu "des Prairies".

## Demografia
- Població: 376 845 (2006)
- Superfície: 246 km²
- Densitat: 1 505,7 hab./km²
- Taxa de natalitat: 10,2‰ (2005)
- Taxa de mortalitat: 6,2‰ (2005)

Font: Institut de la statistique du Québec